# برايتون كناب
برايتون كناب (بالإنجليزية: Brayton Knapp)‏ هو لاعب كرة قدم أمريكي، ولد في 11 نوفمبر 1986 في ريدموند في الولايات المتحدة. لعب مع Rochester Rhinos ‏.

## وصلات خارجية
- برايتون كناب على موقع قاعدة بيانات كرة القدم.إي يو (الإنجليزية)